# Paraje La Costa
Paraje La Costa es  una localidad argentina ubicada en el Departamento La Capital de la Provincia de Santa Fe. Se halla sobre la laguna Setúbal, 5 km al este de Monte Vera, de la cual depende administrativamente.
La comuna de Monte Vera la considera como puerta de entrada del municipio para el disfrute de la Laguna Setúbal, y tuvo un gran crecimiento por la instalación de casas de fin de semana. Cuenta con una dependencia policial.

## Población
Cuenta con 67 habitantes (Indec, 2010), lo que representa un incremento del 294% frente a los 17 habitantes (Indec, 2001) del censo anterior.